# آلفين راي جاكسون
آلفين راي جاكسون (بالإنجليزية: Alvin Jackson)‏ هو لاعب كرة قدم أمريكية أمريكي، ولد في 29 سبتمبر 1980 في كومو في الولايات المتحدة.